# Burgemeester De Vlugtlaan

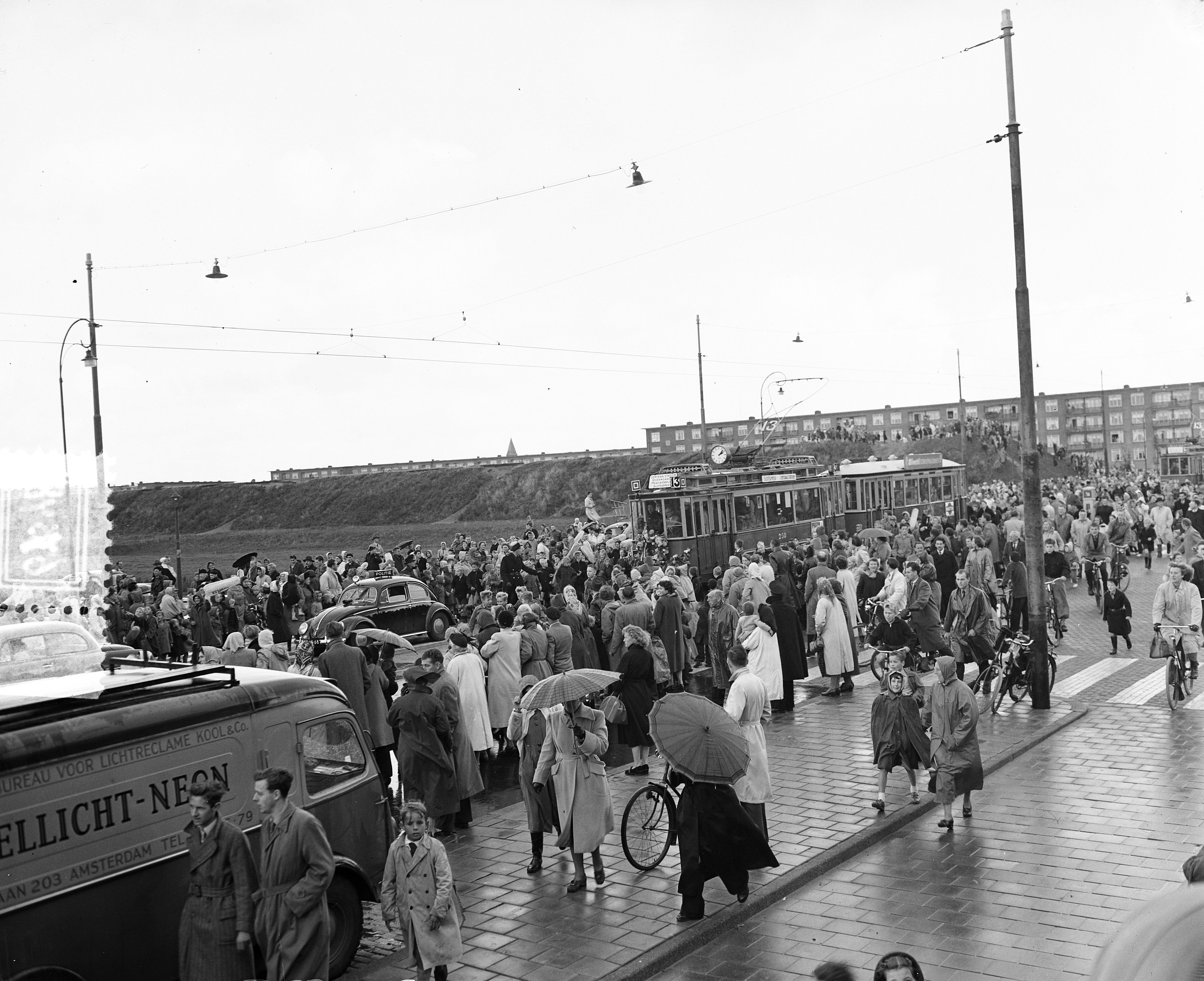
Burgemeester de Vlugtlaan in 1954 vlak na de ringspoorbaan bij opening verlenging lijn 13 naar Slotermeer in 1954

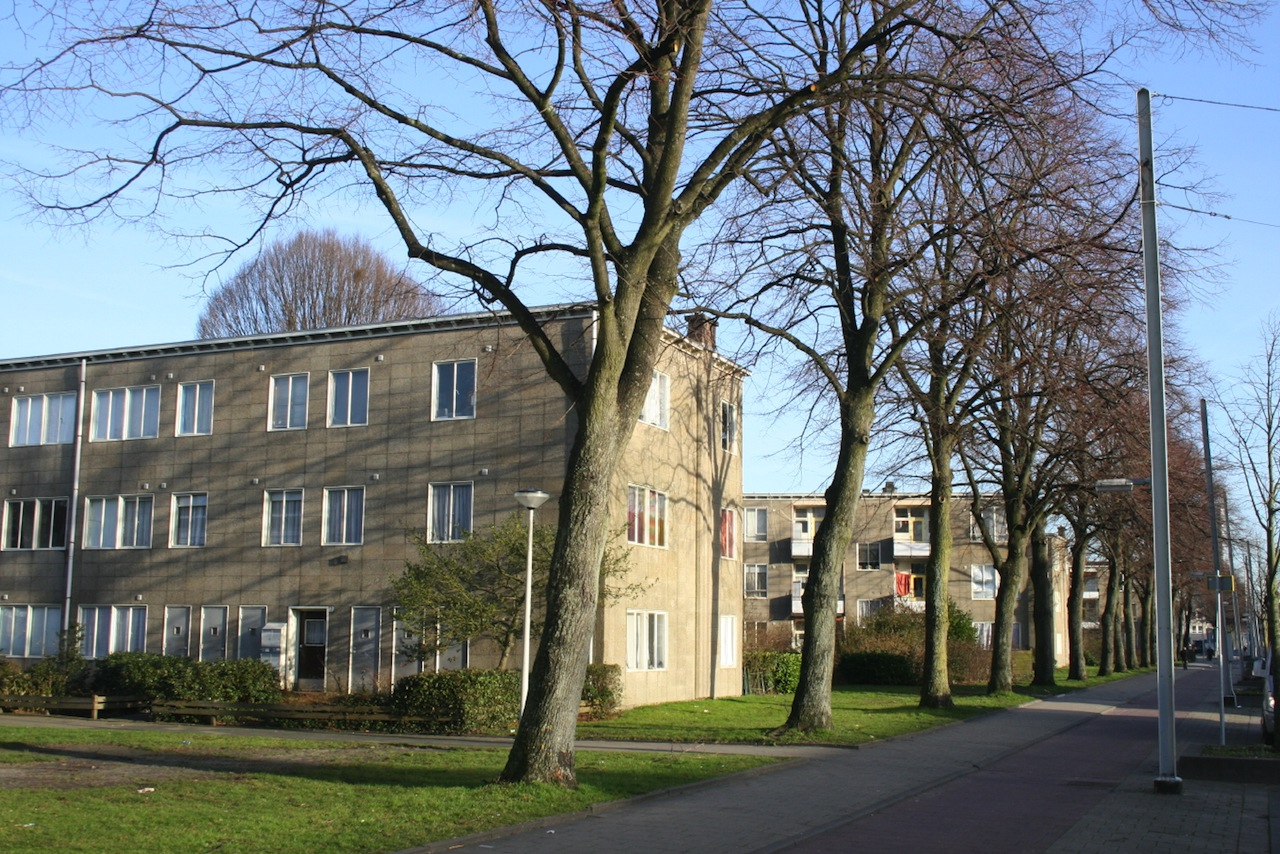
Airey-woningen aan de Burgemeester De Vlugtlaan te Slotermeer, Amsterdam Nieuw-West. Foto: Erik Swierstra.

De Burgemeester De Vlugtlaan is een straat in Amsterdam Nieuw-West. De straat werd in 1952 vernoemd naar Willem de Vlugt (1872-1945), burgemeester van Amsterdam van 1921 tot 1941, toen hij na de Februaristaking uit zijn functie werd gezet.
De Burgemeester De Vlugtlaan ligt tussen de Ringspoorbaan en de Haarlemmerweg in Slotermeer. De straat ligt in het verlengde van de Bos en Lommerweg en begint bij de dijk van de Ringspoorbaan. Aan de brug over de sloot langs de spoordijk is een plaquette bevestigd die herinnert aan de opening op 7 oktober 1952 door Koningin Juliana van de tuinstad Slotermeer als eerste stadsuitbreiding buiten de Ringspoordijk.
Metrostation De Vlugtlaan ligt sinds 1997 aan de straat en is er naar vernoemd. Van 1986 tot 2000 lag er hier ook een NS station, waarvan de opgang aan de andere kant van het huidige metrostation was. Van de Bos en Lommerweg tot aan de Slotermeerlaan rijdt GVB-tramlijn 7 door de straat.
De Burgemeester De Vlugtlaan vormt sinds 2010 het hart van het beschermd stadsgezicht in Slotermeer, het Van Eesterenmuseum, dat tevens gevestigd is op nr. 125 aan deze straat.
Op de voorgevel van een voormalige meisjesschool is Schoolfiguren van Harry op de Laak terug te vinden.
Het laatste stuk tussen de Slotermeerlaan en het circuit bij de Antony Moddermanstraat ligt in een bocht naar rechts met brede middenberm met een busbaan. 